# تپه قویون گدیگی
تپه قویون گدیگی مربوط به هزاره اول - دوره اشکانیان است و در شهرستان میانه، بخش کاغذ کنان، روستای چولاقلو واقع شده و این اثر در تاریخ ۱۰ خرداد ۱۳۸۲ با شمارهٔ ثبت ۸۸۹۹ به‌عنوان یکی از آثار ملی ایران به ثبت رسیده است.